# Фальский, Всеволод Степанович
Всеволод Степанович Фальский (7 марта 1886 или 8 марта 1887 — после 1925) — российский и советский белорусский общественно-политический, государственный и культурный деятель, актёр; один из создателей белорусского профессионального театра.
Родился в селе Лошица Минского уезда Минской губернии (ныне в черте Минска). Окончил три курса Лесного института в Санкт-Петербурге. В 1906 году присоединился к белорусскому движению. В течение 1915—1918 годов участвовал в организации и был председателем Первого товарищества белорусской драмы и комедии и Минского общества работников искусства. Был женат.
Был исполнителем ведущих ролей в спектаклях «Павлинка» Я.Купалы, «Остались дураки» М. Крапивницкого, «Модный шляхтич» К. Каганца, «Безвиная кровь» В. Голубка и так далее. Был членом Минского отдела Белорусского общества помощи пострадавшим от войны, заместителем председателя Белорусского национального комитета в Минске, представителем Белорусского совета на Демократической совещании 1917 года. На Всебелорусском съезде был одним из лидеров фракции левого течения. С августа 1918 года находился в Москве, участвовал в создании московской белорусской секции РКП (б). Возглавлял комиссариат иностранных дел Временного рабоче-крестьянского советского правительства Белоруссии (январь 1919 года). В 1919 году был дважды арестован советскими властями. Во время польской оккупации Белоруссии (1919—1920) был заместителем начальника района эксплуатации лесов. В 1921 году стал заместителем заведующего отделом искусств, учёным секретарём Академического центра Наркомата просвещения БССР. 3 сентября 1921 года был арестован и приговорён ЧК Белоруссии к расстрелу, заменённому на 5 лет заключения в Смоленской каторжной тюрьме, впоследствии освобождён досрочно. С 1923 года был делопроизводителем рабфака при Смоленском университете. С 1925 года жил в Киеве, работал директором драматического театра имени М. Заньковецкой, переписывался с Инбелкультом. Точные дата и место смерти неизвестны. Реабилитирован Военной прокуратурой Республики Беларусь 6 августа 1996 года.